# Teodor Axentowicz

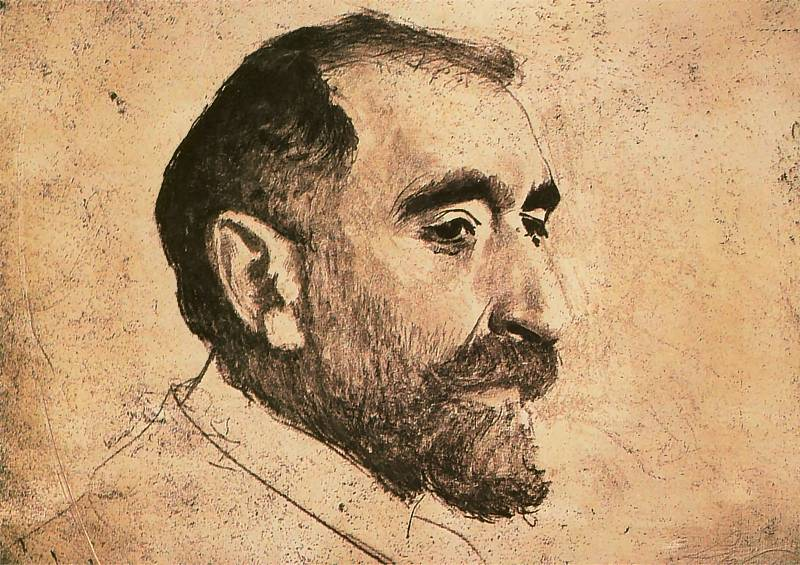
Zelfportret, 1907

Teodor Axentowicz (Armeens: Թեոդոր Աքսենտովիչ) (Kroonstad, Hongarije, nu Roemenië, 13 mei 1859 – Krakau, 26 augustus 1938) was een Pools kunstschilder en graficus, van Armeense herkomst.

## Leven en werk
Axentowicz studeerde van 1879 tot 1882 aan de Academie voor Beeldende Kunsten te München en vervolgens van 1882 tot 1895 bij Emile Auguste Carolus-Duran in Parijs. In 1893 huwde hij met actrice Iza Henrietta Gielgud. In 1894 werkte hij samen met Wojciech Kossak en Jan Styka aan het panorama van Racławice. Een jaar later ging hij terug naar Krakau en werd daar hoogleraar aan de Academie voor Beeldende Kunsten. Later zou hij er rector worden. Hij gaf onder andere les aan Léopold Gottlieb en Edward Rydz-Śmigły.
Axentowicz begon zijn carrière als kopieerder, vooral van werken van Titiaan en Botticelli. Ook schilderde hij veel realistische genretaferelen op het Poolse platteland. In de jaren rond 1900 reisde hij veel naar Londen en Rome en maakte naam als portretschilder, in een stijl die sterk onder invloed stond van het impressionisme, het symbolisme en de jugendstil. Ook ontwierp hij affiches en glas-in-loodramen. In 1897 was hij medeoprichter van de Poolse kunstenaarsvereniging 'Sztuka', een soort Poolse 'Sezession'.
Axentowicz groeide in de eerste decennia van de twintigste eeuw uit tot een vooraanstaande figuur in het Poolse culturele leven. Hij exposeerde vaak, ook internationaal. Zijn werk is te zien in vrijwel alle Poolse musea. Hij overleed in 1938, 79 jaar oud.

## Portretten

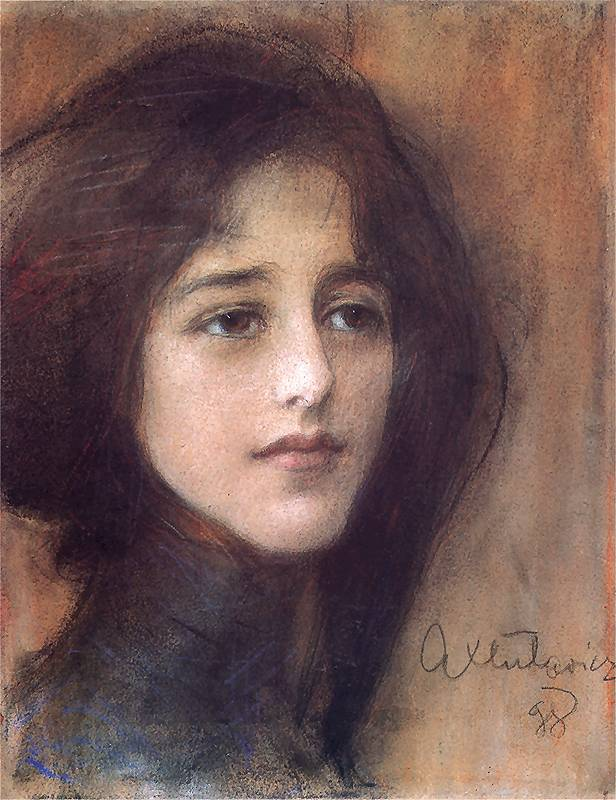
Portret van een dame
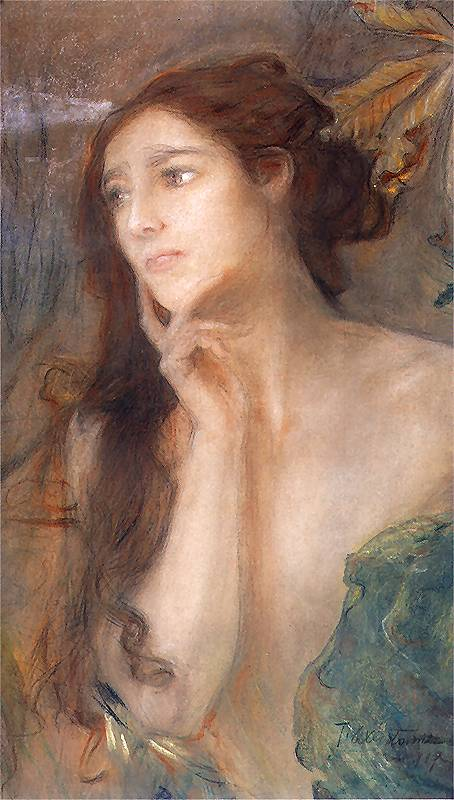
Portret van een meisje
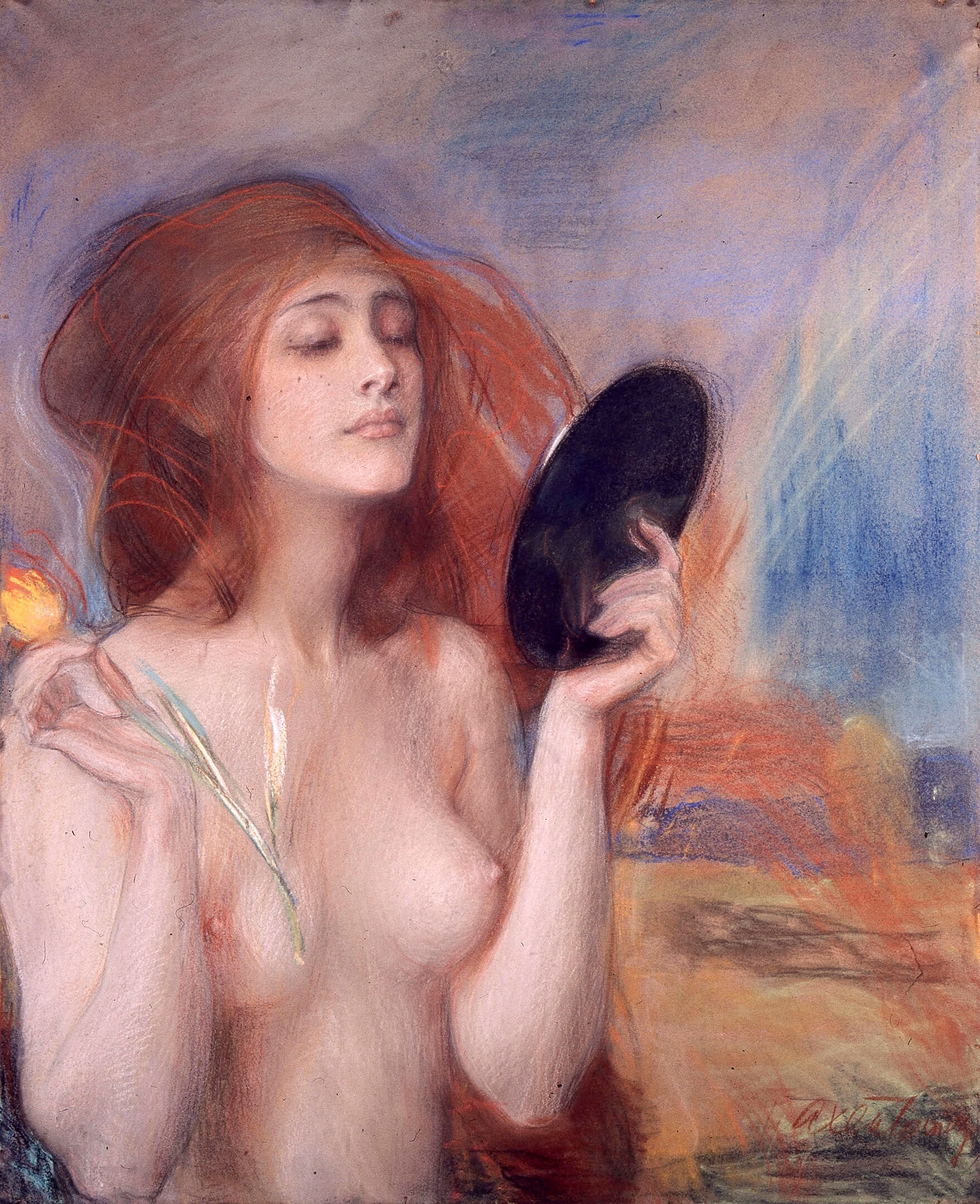
Lente
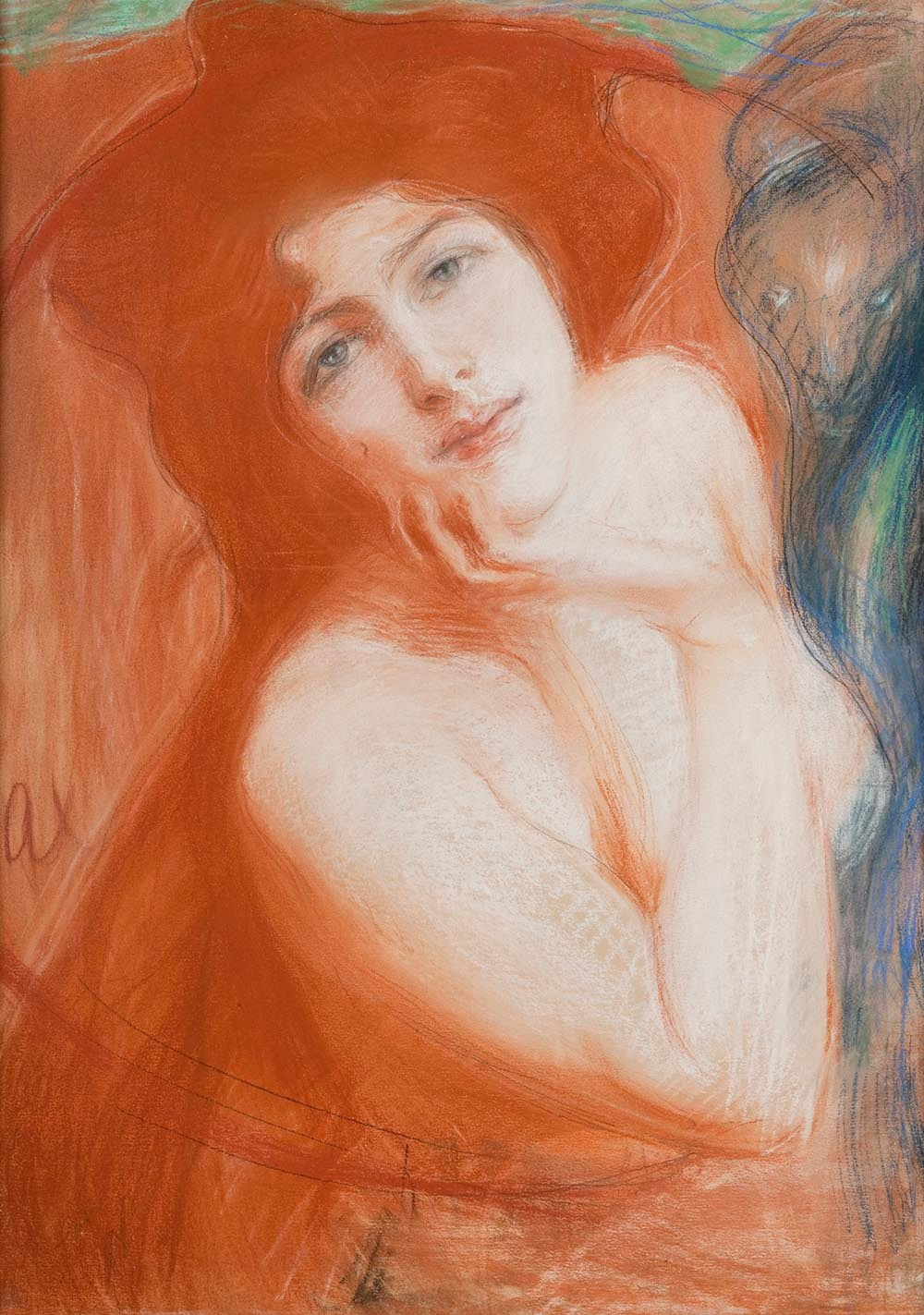
Vrouw met rood haar
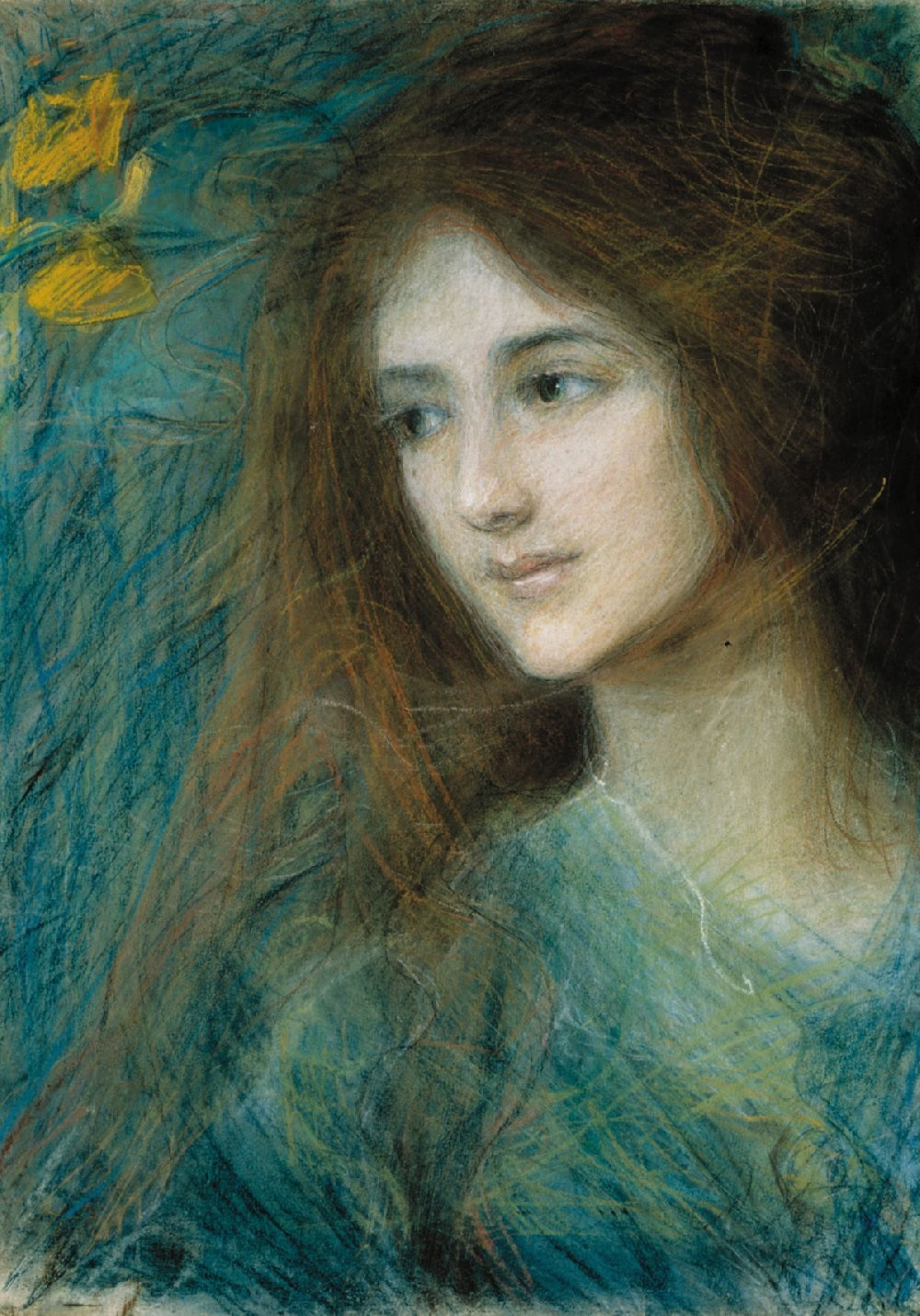
Roodharige vrouw
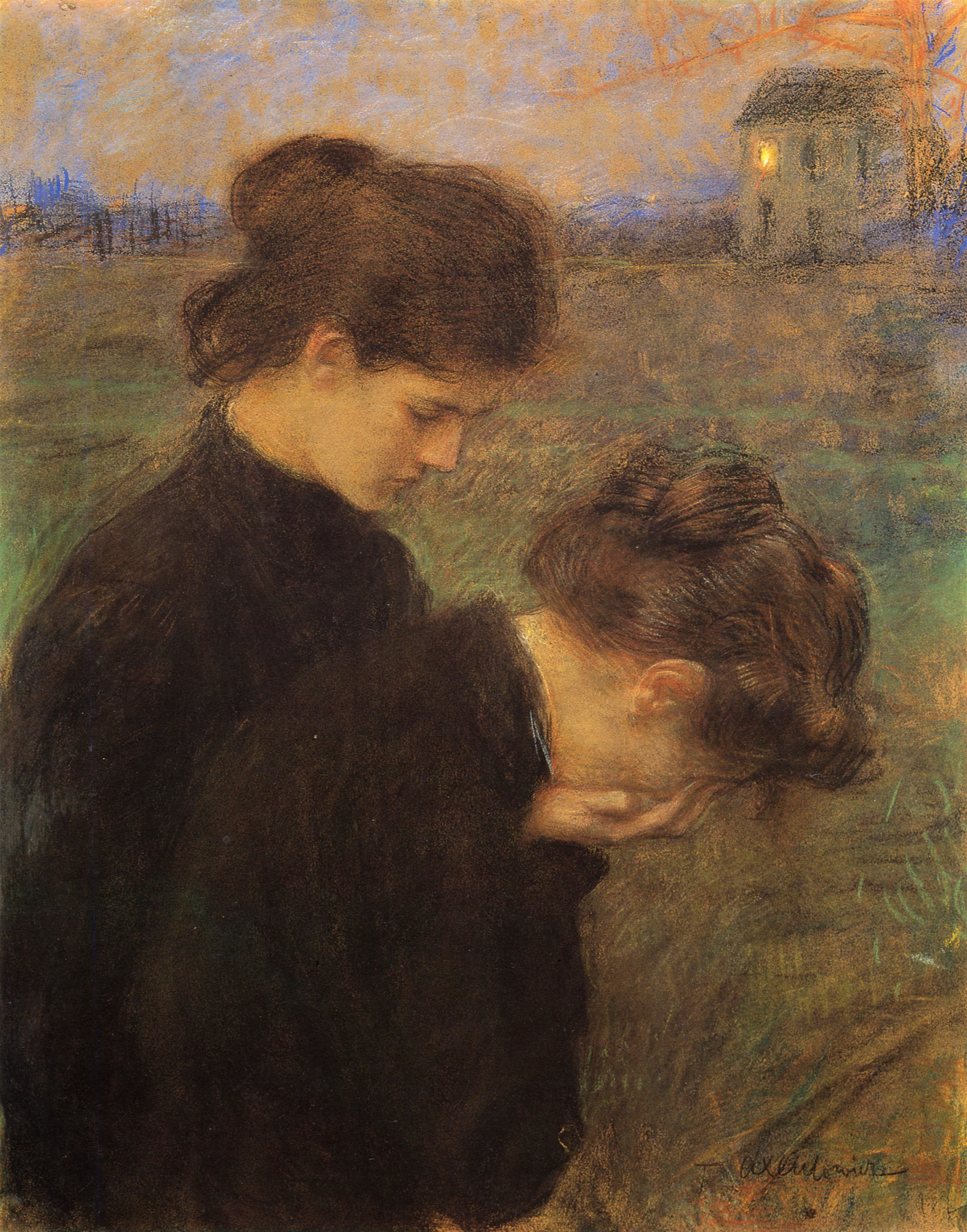
Onder zorgen gebukt
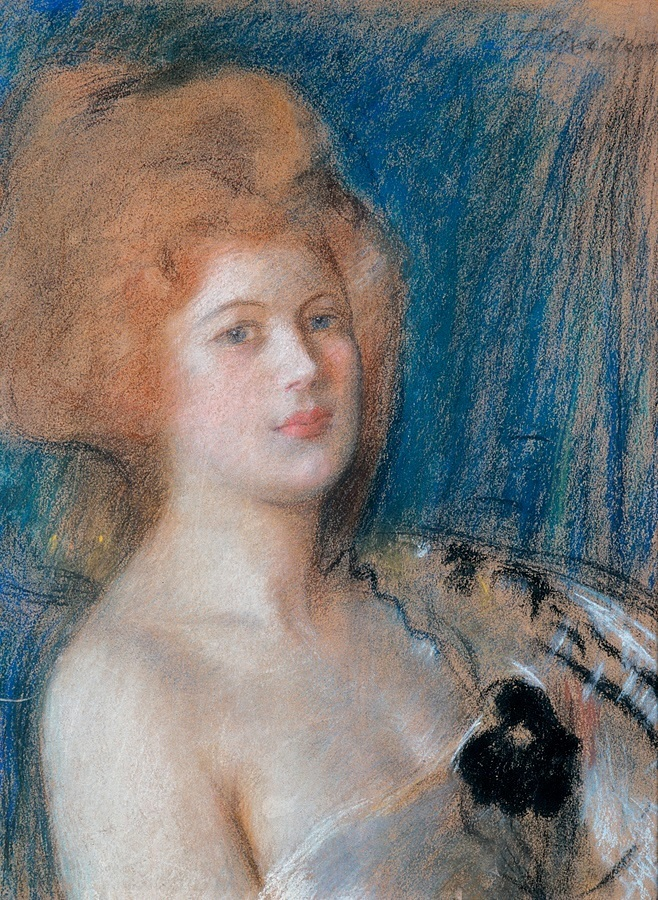
Roodharige vrouw
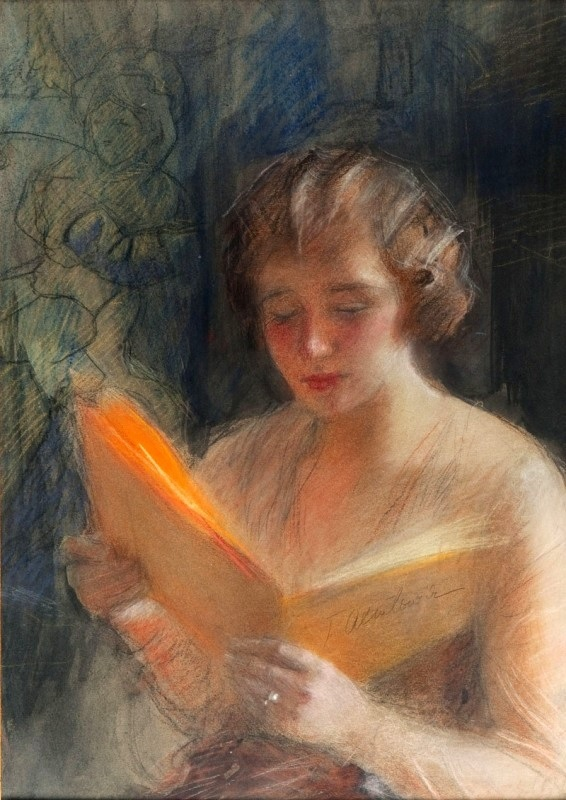
Jong en oud
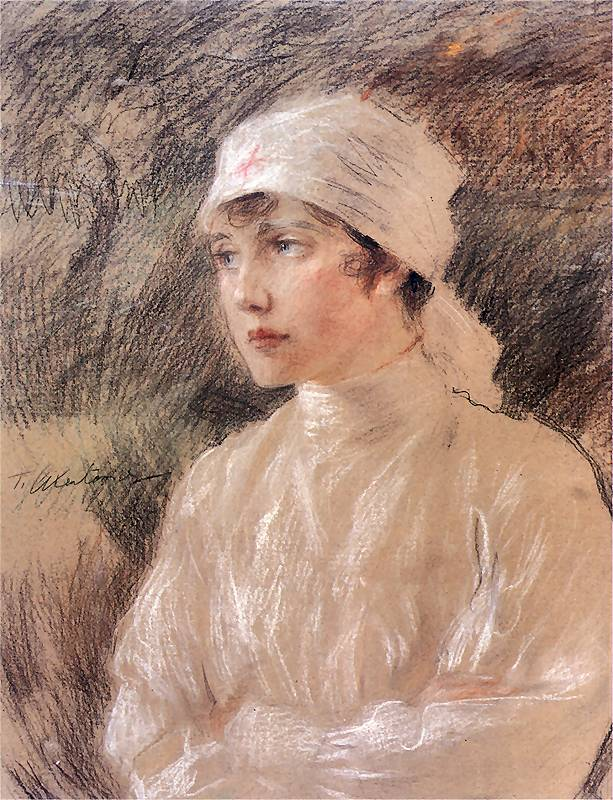
Samaritaanse
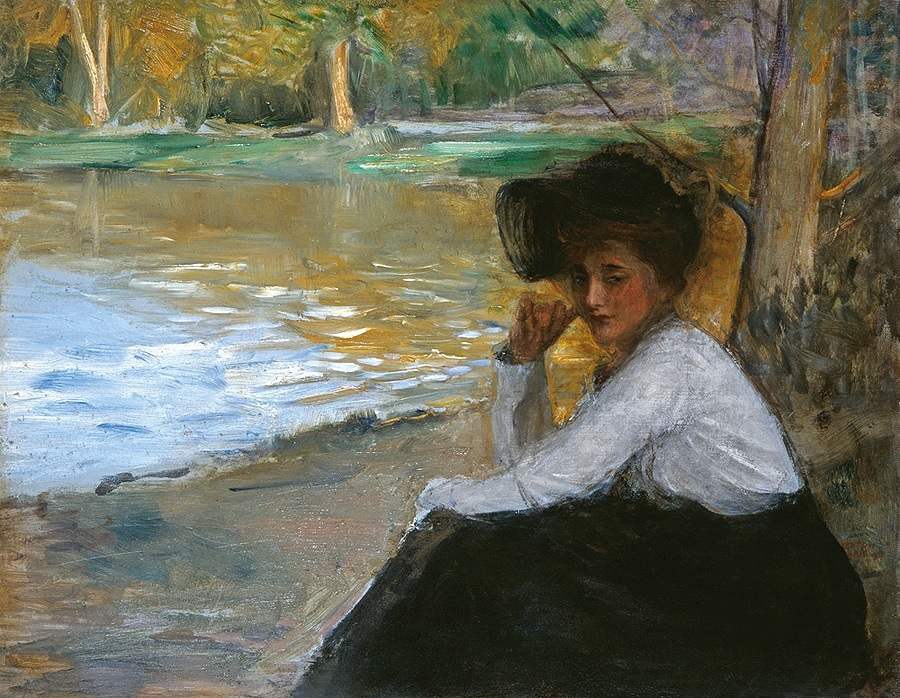
Dame in het park